# Gijs van der Leden
Gijs van der Leden (Gouda, 11 mei 1967) is een voormalig Nederlands waterpolospeler.
Van der Leden nam eenmaal deel aan de Olympische Spelen, in 1992. Hij eindigde met het Nederlands team op de negende plaats. Van der Leden kwam tijdens zijn actieve sportloopbaan uit voor AZC en Veenendaal.
Marc van Belkum · 
Bert Brinkman · 
Arie van de Bunt · 
Robert Havekotte · 
Koos Issard · 
John Jansen · 
Gijs van der Leden · 
Harry van der Meer · 
Hans Nieuwenburg · 
Remco Pielstroom · 
John Scherrenburg · 
Jalo de Vries · 
Jan Wagenaar